# Sermaise, Essonne
Sermaise är en kommun i departementet Essonne i regionen Île-de-France i norra Frankrike. Kommunen ligger i kantonen Saint-Chéron som tillhör arrondissementet Étampes. År 2022 hade Sermaise 1 606 invånare.

## Befolkningsutveckling
Antalet invånare i kommunen Sermaise
| Referens: INSEE |